# Hanazono-jinja
Hanazono-jinja (花園神社) est un sanctuaire shinto fondé au milieu du XVIIe siècle et situé dans l'arrondissement de Shinjuku à Tokyo, au Japon, immédiatement à l'est de la zone appelée Golden Gai.

## Événements annuels
- 1er janvier : prière de Nouvel An
- Janvier : fête de Yunohana-Matsuri, les grands feux sacrés où l’on brûle les décorations du Nouvel An
- Février : Cérémonie  de Setsubun
- Février : fête de Hatsu-Uma, la foire du premier jour du Cheval
- Mai : fête de Shinkō-saï, fête annuelle du sanctuaire
- Juin : Cérémonie de Nagoshi-no-haraé, purification au milieu de l'année
- Août : O-Bon
- Novembre : Marché Tori-no-Ichi, la foire des jours du coq
- 31 décembre : Cérémonie de Toshikoshi-no-ōharaé, grande purification pour terminer l'année en beauté

## Galerie d'images

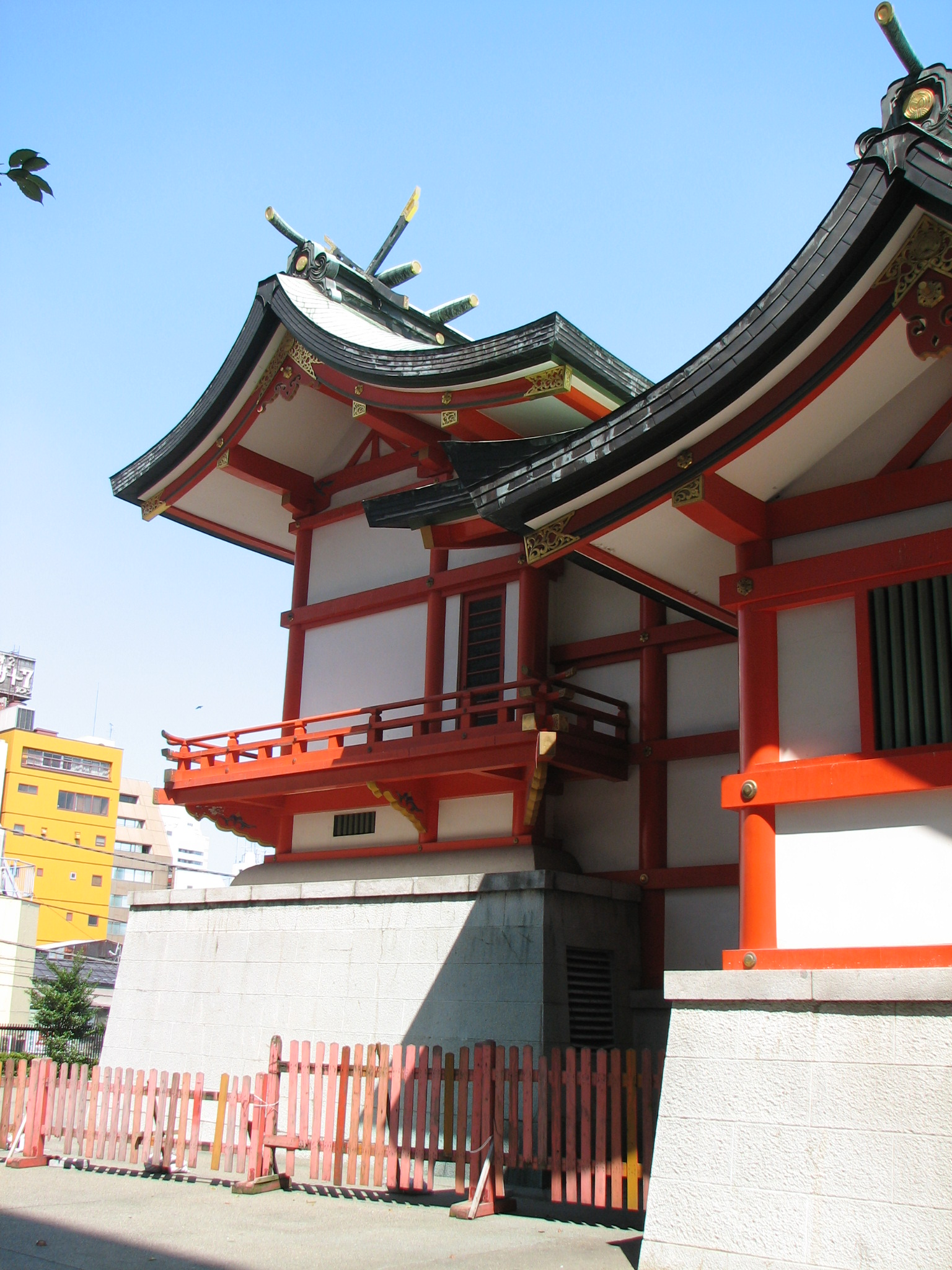
Bâtiment principal.
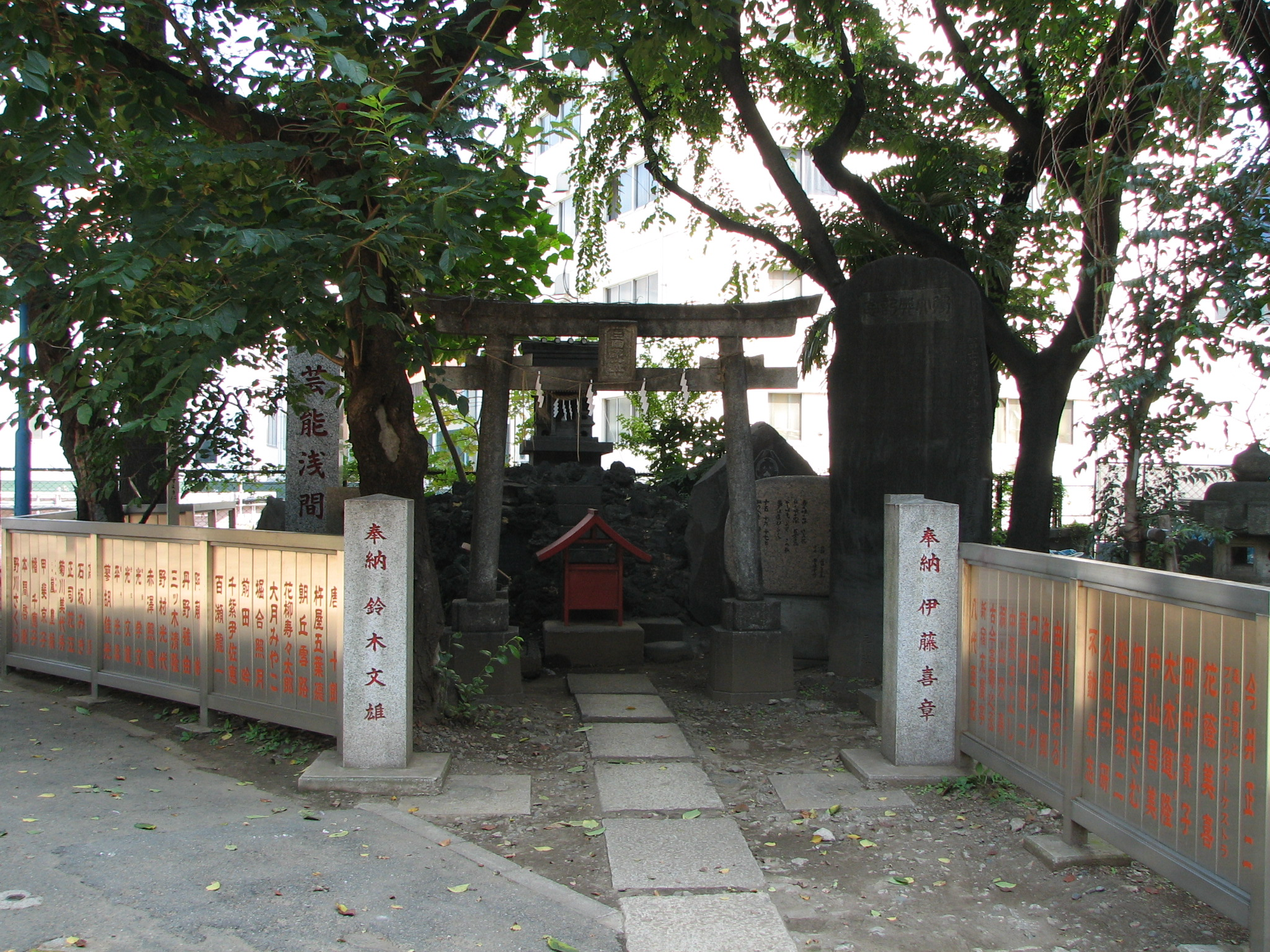
Geinō-Asama-jinja à Hanazono-jinja.
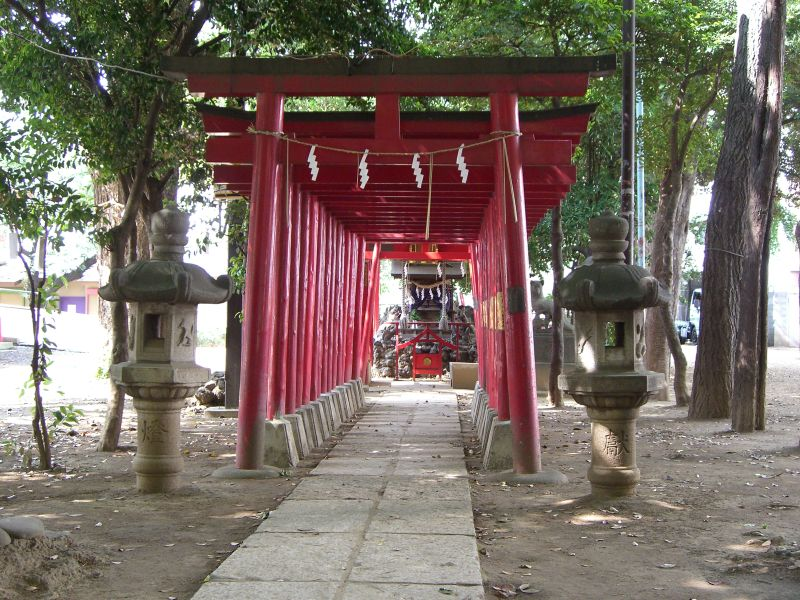
Toriis devant Hanazono-jinja.
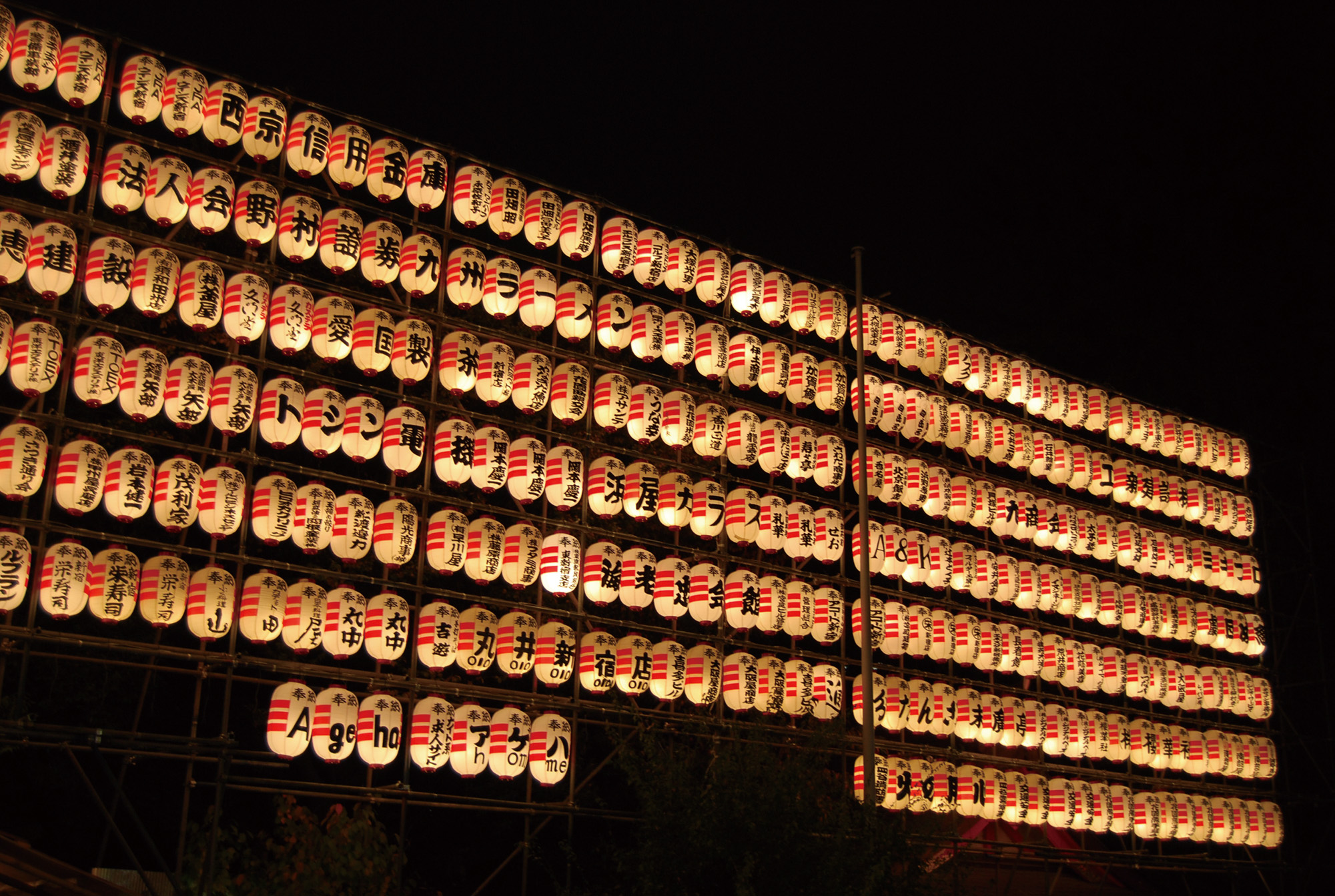
Festival des mille lumières.
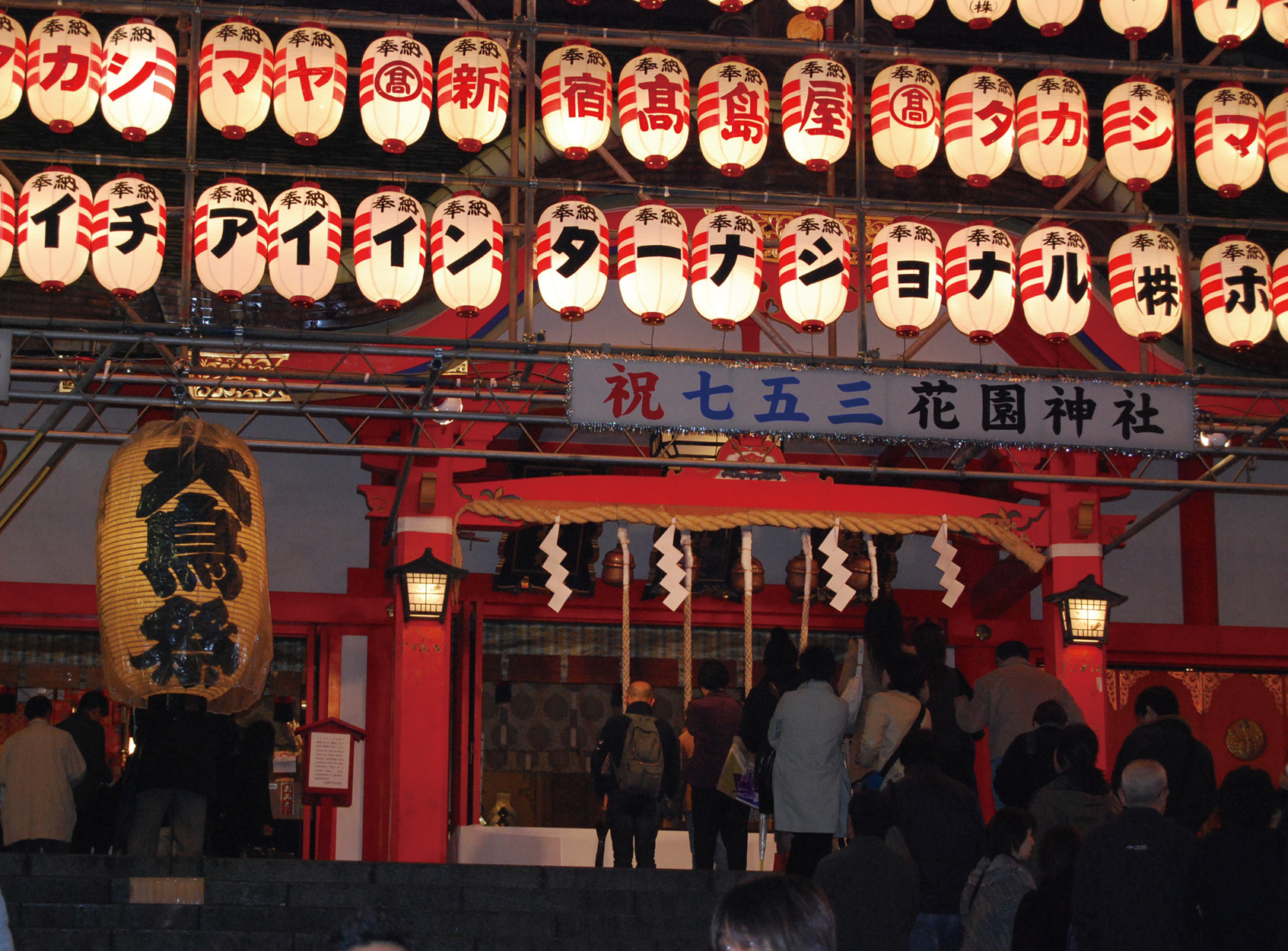
Fidèles shinto.
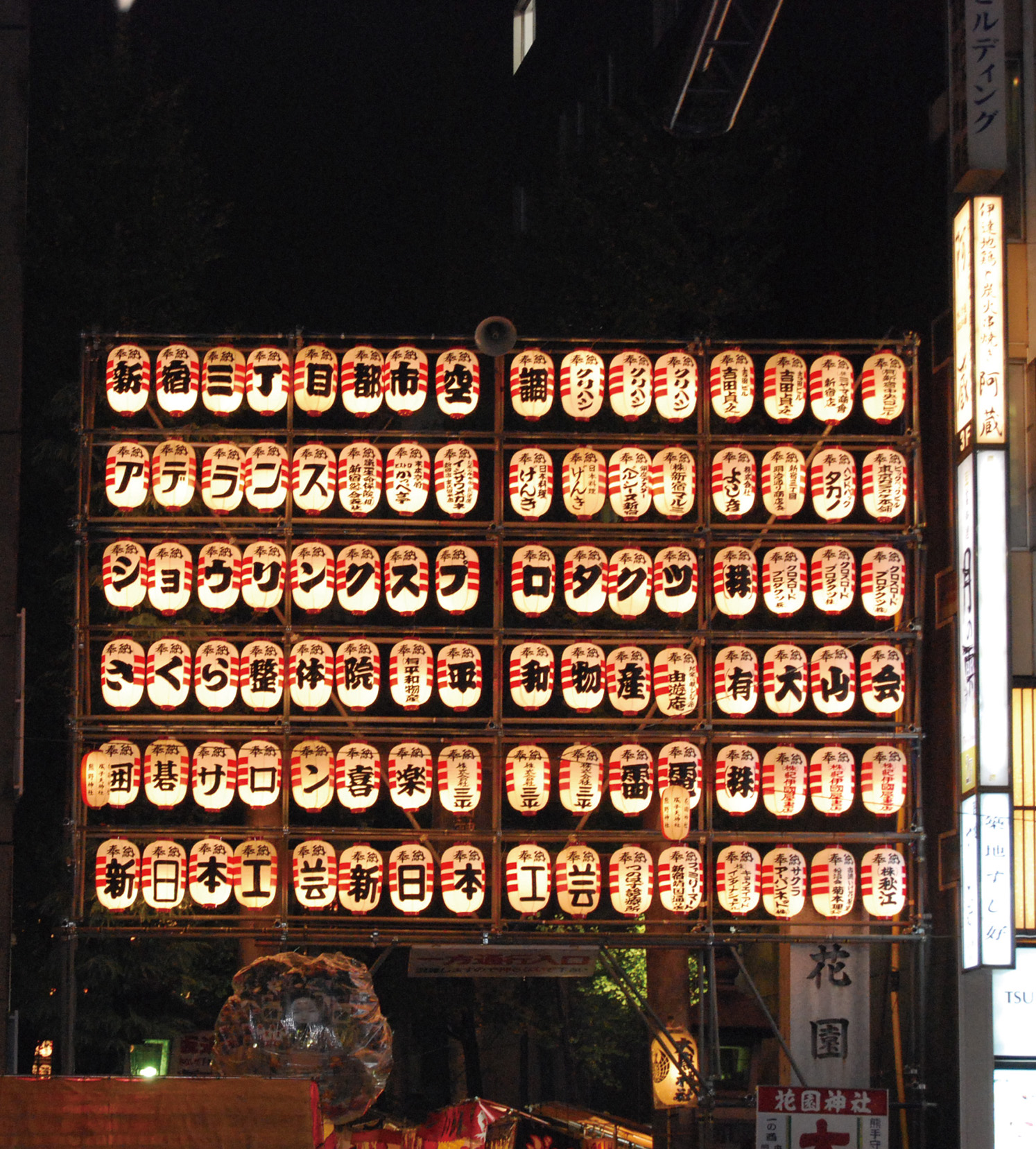
Festival.
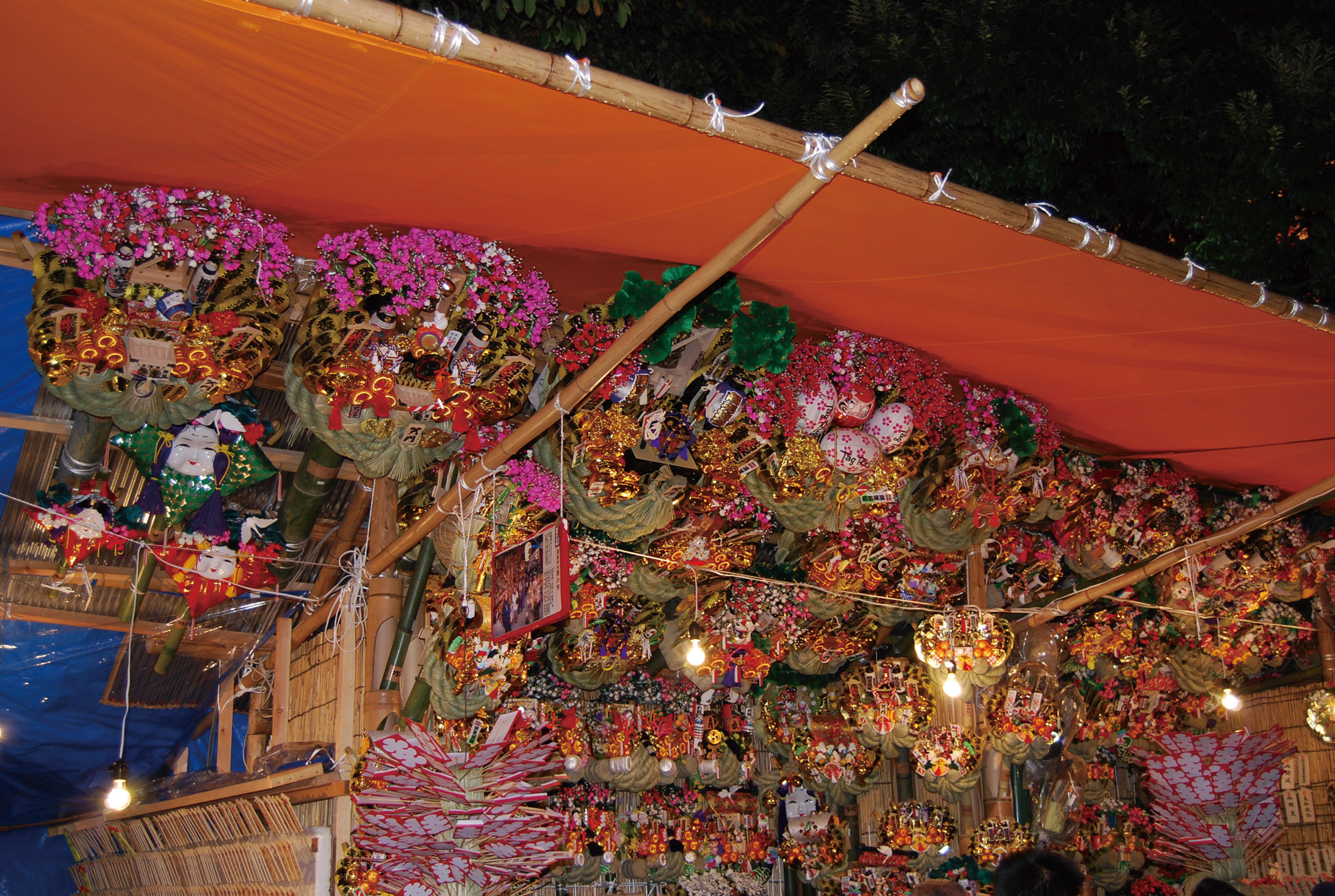
Festival.